# Оптимус Прајм
Оптимус Прајм (енгл. Optimus Prime) је измишљени заповедник Аутобота у серијалима о Трансформерсима.

## Генерација 1

### Анимирана серија
Оптимус Прајм је првобитно био робот по имену Орајан Пакс, лучки радник током Златног доба Сајбертрона (Киботрона - старији превод) пре 9 милиона година, са својом девојком по имену Еријел и најбољим пријатељем по имену Дајон. У то време, нова врста робота се недавно појавила на планети Сајбертрон који су имали способност летења у роботским облицима, па их је Орајан сматрао својим идолима. На његову несрећу, када му је пришао Мегатрон, вођа ових робота, са захтевом да користи једно од лучких складишта, Орајан га је послушао. Орајан и Еријел су тешко оштећени када су затим Мегатрон и његове снаге напале складиште да би узели енергију која је била ускладиштена на доковима. Тражећи некога да им помогне, Еријалботи, који су послати кроз време, су однели Орајана и Еријел до Алфе Трајона, старог Аутобота, који је искористио Орајана и Еријел као прве субјекте за нове процесе реконструкције који је тек развио - унапређивање слабашних тела Аутобота у конфигурације способне за борбу. Са својим унапређивањем, Орајан Пакс је постао Оптимус Прајм, први од аутоботских ратника, који је преузео вођство у грађанском рату против Десептикона. Еријел је унапређена у Елиту Ван, команданта аутоботског покрета отпора на Сајбертрону.
Као вођа Аутобота, Прајм је био на челу аутоботске потраге за новим световима са новим изворима енергије потребне да се ревитализује испражњени Сајбертрон. Међутим, убрзо након ласнирања, аутоботски брод је напала десептиконска крстарица и Десептикони предвођени Мегатроном су се укрцали на брод. Током борбе, гравитациона сила оближње планете је привукла себи обе летелице, а аутоботски брод је ударио у вулкан, а сви његови путници су пали у стање мировања. Четири милона година касније, године 1984, вулканска ерупција је активирала бродски рачунар Телетран 1 и он је реактивирао Десептиконе, давши им нове земаљске алтернативне облике. За опроштај, Старскрим је пуцао на аутоботски брод, изазвавши одрон који је одбацио Прајма на путању Телетрановог зрака за оживљавање, који је оживео Прајма и поново започео рат на Земљи.
Прајм је био константно у првим редовима акције током првих година рата на Земљи, обично се борећи против Мегатрона, а, у неким ретким приликама, је био принуђен да се удружи са њим за опште добро, као што су борбе против Десептикона које су контролисали Инсектикони или против Комбатикона. Претрпео је бројна оштећења на бојишту, а скоро је био уништен када су га тешко оштетили десептиконски авиони и Лејсербик, а такође је претрпео тежак, мада непоштен, пораз од Мегатрона који га је изазвао у борбу један на један, а у себе је уградио моћи свих Десептикона (уз помоћ Конструктикона). Поражени из овог двобоја би морао да напусти Земљу, али је Телетран 1 на време открио превару и Аутоботи су успели да савладају Десептиконе.